# Semnolius
Genre
Synonymes
- Ocnotelus Simon, 1902

Semnolius est un genre d'araignées aranéomorphes de la famille des Salticidae.

## Distribution
Les espèces de ce genre se rencontrent en Argentine et au Brésil.

## Liste des espèces
Selon World Spider Catalog (version 18.0, 16/05/2017) :
- Semnolius albofasciatus Mello-Leitão, 1941
- Semnolius brunneus Mello-Leitão, 1945
- Semnolius chrysotrichus Simon, 1902
- Semnolius imberbis (Simon, 1902)
- Semnolius lunatus (Mello-Leitão, 1947)
- Semnolius rubrolunatus (Mello-Leitão, 1945)

## Publication originale
- Simon, 1902 : Description d'arachnides nouveaux de la famille des Salticidae (Attidae) (suite). Annales de la Société Entomologique de Belgique, vol. 46, p. 24-56 & 363-406 (texte intégral).